# Makita (Cameroun)
Makita est un village du département du Nkam au Cameroun. Situé dans l'arrondissement de Nkondjock, il est localisé à 1,5 km de Nkondjock, sur la route qui lie Nkondjock et à Bafang. 

## Population et environnement
En 1966, le village de Makita  avait 265 habitants. La population est essentiellement composée des Mbang. La population de Makita était de 888 habitants dont 175 pour Makita I et 713 pour Makita II, lors du recensement de 2005. 